# Ala'a Babiker
Ala'a Eldin Babiker Hado (16 dicembre 1984) è un calciatore sudanese, attaccante dell'Al Nil.

## Carriera

### Club
Ha giocato dal 2003 al 2006 all'Al-Hilal Omdurman, con cui ha vinto quattro volte il campionato e una Sudan Cup. Nel 2007 si è trasferito all'Al-Merreikh, con cui ha vinto un campionato e due Sudan Cup Nel 2009 viene acquistato dall'Al Nil.

### Nazionale
Ha debuttato in Nazionale nel 2004. Ha giocato con la Nazionale fino al 2011.

## Palmarès

### Club

#### Competizioni nazionali
- Sudan Premier League: 5

Al-Hilal Omdurman: 2003, 2004, 2005, 2006
Al-Merreikh: 2008
- Sudan Cup: 3

Al-Hilal Omdurman: 2004
Al-Merreikh: 2007, 2008